# Astragalus californicus
Astragalus californicus es una especie de planta del género Astragalus, de la familia de las leguminosas, orden Fabales.
Fue descrita científicamente por (A. Gray) Greene.